# Carinotetraodon imitator
Carinotetraodon imitator és una espècie de peix de la família dels tetraodòntids i de l'ordre dels tetraodontiformes.

## Hàbitat
És un peix d'aigua dolça i de clima tropical.

## Distribució geogràfica
Es troba a Àsia: Kerala (l'Índia).

## Observacions
És inofensiu per als humans.